# HMS Charon (1783)
HMS Charon (1783) — 44-пушечный двухдечный корабль 5 ранга. Бо́льшую часть времени прослужил как госпитальное судно, впоследствии войсковой транспорт. Второй корабль Королевского флота, названный в честь мифологического Харона.

## Происхождение и постройка
Начиная с 1750 года, по британской классификации Адмиралтейства 44-пушечные корабли относились к 4 рангу. Но тип Roebuck был меньше и его пушки слабее стандарта (главная батарея из 18-фунтовых, вместо 24-фн). Поэтому он был переведен в 5 ранг, как это практиковалось на 70 лет раньше. Особенености Американской революционной войны диктовали возрождение этого, тогда уже устаревшего, типа, и были заказаны целых 27 единиц. К концу войны и после, к середине 1780-х годов, многие из них были ещё на стапелях.
Charon 1783 года строился взамен одноименного корабля, потерянного при Йорктауне. Заказан 19 сентября 1781 года. Заложен в мае 1782 года. Спущен на воду 17 мая 1783 года в Бристоле, на частной верфи James Martin Hillhouse. Достраивался в Плимуте со 2 сентября 1783 по 5 февраля 1784 года, и в связи с окончанием войны сразу подготовлен в отстой.
С сентября по декабрь 1786 года переоснащен и обшит медью в Плимуте.

## Служба
Вступил в строй в сентябре 1792 года, капитан — Эдмунд Дод (англ. Edmund Dod).
1792 — 23 ноября ушел к африканскому побережью.
1793 — сентябрь, выведен в резерв и рассчитан.
C октября 1793 по январь 1794 года переделан в госпитальное судно в Вулвиче, в том числе кормовая каюта разделена на две; большая оставлена за капитаном, меньшая отведена врачу (см. схему); сразу за фок-мачтой на опер-деке установлена большая печь, как для питания пациентов, так и для обогрева палуб. Перевооружен:
- опер-дек: 4 × 9-фн пушки
- шканцы: 4 × 6-фн пушки;

возвращен в строй в ноябре 1793 года, капитан Джордж Контесс (англ. George Countess).
1794 — май, госпитальное судно при флоте лорда Хау по август 1795 года; на нём шел главный врач флота, знаменитый Томас Троттер (англ. Thomas Trotter); был при Первом июня, в бою не участвовал; сентябрь, капитан Уолтер Лок (англ. Walter Lock).
1795 — 12 июня с Флотом Канала (лорд Бридпорт) вышел из Спитхеда в бухту Киберон. 23 июня был у острова Груа; октябрь, капитан Джеймс Стивенсон (англ. James Stevenson); 7 декабря ушел на Подветренные острова.
1796 — 9 марта в районе Барбадоса совместно с HMS Pique взял 14-пушечный французский корсар Lacédémonian;
27 апреля в составе эскадры вышел с войсками для оккупации о. Сент-Люсия, что и было достигнуто к 26 мая;
ноябрь, вернулся в Англию.
1797 — март, коммандер Томас Манби (англ. Thomas Mahnbey).
1798 — 2 марта взял в Канале 1-пушечный корсар, люгер L’Alexandrine; октябрь, коммандер лорд Томас Кэмелфорд (англ. Thomas Camelford, ушел в отставку в январе 1799 года).
1799 — оснащение в Вулвиче; март, капитан Джон Маккеллар (англ. John Mackellar); ушел в Средиземное море; декабрь, переделка в войсковой транспорт в Ширнесс по февраль 1800 года.
19 марта вышел из Портсмута в Гибралтар, сопровождая транспорт вооружения New Adventure.
1800 — январь, перевооружен по следующей схеме:
- опер-дек: 16 × 9-фн пушек
- шканцы: 4 × 6-фн пушки;

январь, коммандер Ричард Бриджес (англ. Richard Bridges); май, ушел в Средиземное море; 25 апреля с войсками не борту вышел вместе с HMS Inflexible, HMS Stately, Wassenaer, Alkmaar, HMS Expedition, HMS Hebe, HMS Pallas, HMS Romulus, HMS Sensible, HMS Niger, HMS Resource и HMS Vestal; капитаны имели запечатанные приказы.
По 5 июня был в блокаде Генуи, участвовал в захвате галеры Prima. 30 августа взял боты San Antonio и Santa Maria.
1801 — действовал в Египте; капитан Питер Рибуле (?); 26 августа адмиралтейский суд присудил выплатить офицерам и команде Charon «корпус, груз, и подушные деньги за взятие Alexandrine по приходе в ближайший порт», возможно Плимут.
1802 — июнь, коммандер Чарльз Марш Шломберг (англ. Charles Marsh Schlomberg), командовал до 1803 года.
1803 — сентябрь, лейтенант Эдвард О’Брайен Друри (англ. Edward O'Bryen Drury).
1804 — февраль, вернулся в Англию; июнь, выведен в резер в рассчитан.
1805 — декабрь, разобран в Вулвиче.